# Piast Wielkopolski
Piast Wielkopolski – polski dziennik związany z PSL Piast, wydawany w latach 1927–1931.